# 大家來跳舞 (E-girls單曲)
《大家來跳舞》（おどるポンポコリン）是日本女子組合E-girls的第10张单曲，於2014年8月13日由rhythm zone发售。

## 概要
- 《大家來跳舞》是E-girls三個月連續單曲發行的第二作。
- A面曲《大家來跳舞》是E-girls第8首翻唱歌曲，原唱者為B.B.QUEENS，亦是動畫櫻桃小丸子 -出道30週年紀念原作祭版-的主題曲。
- B面曲《高興! 快樂! 我愛你!》是E-girls第7首翻唱歌曲，原唱者為DREAMS COME TRUE，並早於3月時收錄在DREAMS COME TRUE的25週年專輯「我和美夢成真 -DREAMS COME TRUE 25th ANNIVERSARY BEST COVERS-」當中。
- 此單曲有2個版本，分別有「CD+DVD」和「CD ONLY」。「CD+DVD」收錄了《大家來跳舞》的Music Video。
- 在8月25日於公信榜单曲週排行榜取得第5位。

## 選抜成员

### 大家來跳舞
- 螢光字為主唱
  - Dream：Aya、Ami
  - Happiness：SAYAKA、楓、藤井夏戀、YURINO
  - Flower：藤井萩花、鷲尾伶菜、坂東希、佐藤晴美
  - EGD：武部柚那、稲垣莉生、石井杏奈、山口乃乃華

- 與上一張單曲《E.G. Anthem -WE ARE VENUS-》的選拔名單比較，只有14人入選了本次的選拔成員。
- Shizuka、Erie、MIYUU、川本璃、須田安娜、重留真波、中島美央、武藤千春、市來杏香、萩尾美聖、生田梨沙、中嶋桃花、渡邉真梨奈未有進入選拔組。
- 與《E.G. Anthem -WE ARE VENUS-》的選拔名單比較，Aya落選主唱位置。

### 高興! 快樂! 我愛你!
- 主唱：Shizuka、Aya、Ami、Erie、藤井夏戀、川本璃、鷲尾伶菜、武藤千春、市來杏香、武部柚那

## 收錄内容

### CD
1. 大家來跳舞
（作詞：さくらももこ、作曲：織田哲郎、編曲：Army Slick）
2. 高興! 快樂! 我愛你!（うれしい! たのしい! 大好き）
（作詞・作曲:吉田美和）
3. 大家來跳舞 (Instrumental)
4. 高興! 快樂! 我愛你 (Instrumental)

### DVD
1. 大家來跳舞（Music Clip）
2. 大家來跳舞（Animation Clip）